# Legió XIX

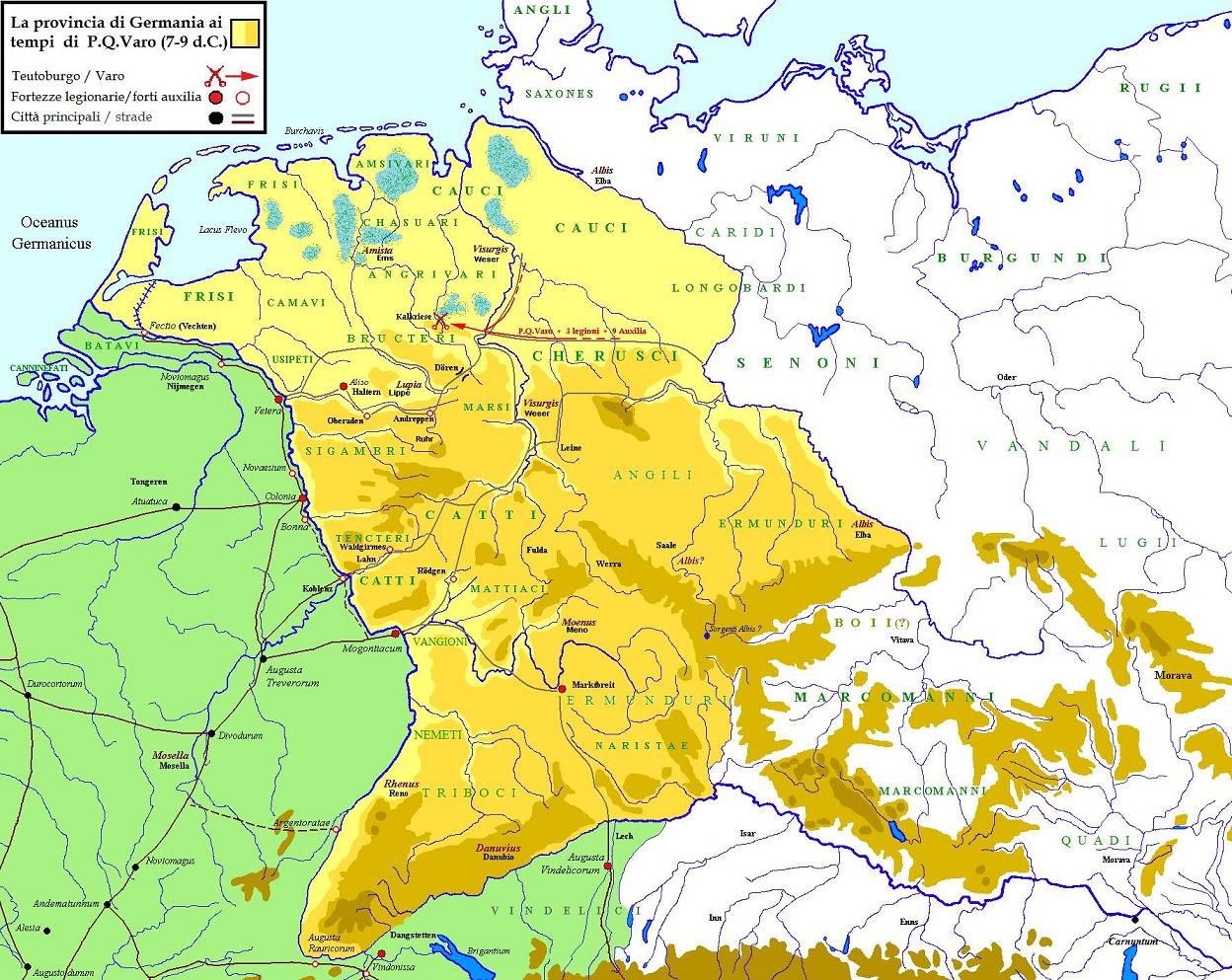
Germània als anys 7-9.

La Legió XIX va ser una legió romana fundada probablement per Octavi l'any 41 aC i destruïda l'any 9 a la batalla del bosc de Teutoburg. No es coneixen ni el cognomen ni l'emblema de la legió.
Octavi la devia formar per lluitar contra Sext Pompeu, que des de Sicília, que havia ocupat, impedia el subministrament de blat a Roma. Després va combatre al costat d'Octavi contra Marc Antoni a la batalla d'Àccium.
L'any 30 aC els veterans d'aquesta legió van rebre terres a la colònia romana de Pisa, i la legió va ser destinada a Colònia, per defensar les fronteres del Rin. Era una de les legions que van participar en la conquesta de Rètia l'any 15 aC. La Legió XIX va participar en les campanyes de Germània que van dirigir Drus el Vell (13 aC-9 aC) i Tiberi (8 aC-5 aC). L'any 5 aC Germània ja era una província romana que tenia com a governador Publi Quintili Var.
La Legió XIX estava sota la direcció de Quintili Var, quan a començaments de setembre de l'any 9 el cap dels queruscs Armini, un dels aliats més fidels a Roma, va trair al governador, informant-lo falsament d'una revolta de les tribus occidentals. Var, sense comprovar-ne la veracitat, va seguir el seu consell d'atacar-les. Va mobilitzar la Legió XIX, juntament amb les legions XVII i XVIII. Les tres legions van caure en una emboscada prop d'Osnabrück, dirigida pel mateix Armini, on va tenir lloc la batalla del bosc de Teutoburg. Les tres legions van quedar totalment destruïdes, i es van perdre les àguiles, que no van ser recuperades fins als regnats de Tiberi i Calígula.
Luci Estertini, legat de Germànic Cèsar, va derrotar els brúcters l'any 15, i entre el botí que va obtenir hi havia l'àguila de la Legió XIX.